# House (música)
La música house es un género de la música electrónica que se originó en Chicago, Estados Unidos, alrededor del año 1981. Ganó popularidad durante la primera mitad de la década de 1980 dentro de la discoteca The Warehouse frecuentado principalmente por el público afroamericano, homosexual y latino de Chicago, extendiéndose posteriormente a Nueva York y Detroit. Más tarde por los 90s llegó a Europa, donde se convirtió en un fenómeno masivo que ejerció una influencia dominante en la música electrónica de baile y en la ensena general del DJing
El house es un género ya puramente electrónico, con una fuerte inspiración de la música disco, funk, góspel y soul, precursor del dance y el Techno con los que comparte el patrón four-on-the-floor donde este se trata del estilo con el golpe de bombo más grave y marcado. Sin embargo sus melodías son alegres lo que lo hace menos pesado que el techno. donde cuya estructura no siempre tiene un orden establecido o directamente es una repetición constante de principio a fin. Generalmente imita la percusión del disco, especialmente el uso de un prominente golpe de bombo con cada beat, aunque también puede incluir poderosas líneas de bajo sintetizadas, baterías electrónicas, samples de electro funk y pop, además de vocales potenciadas con filtros reverb o delay.

## Elementos musicales

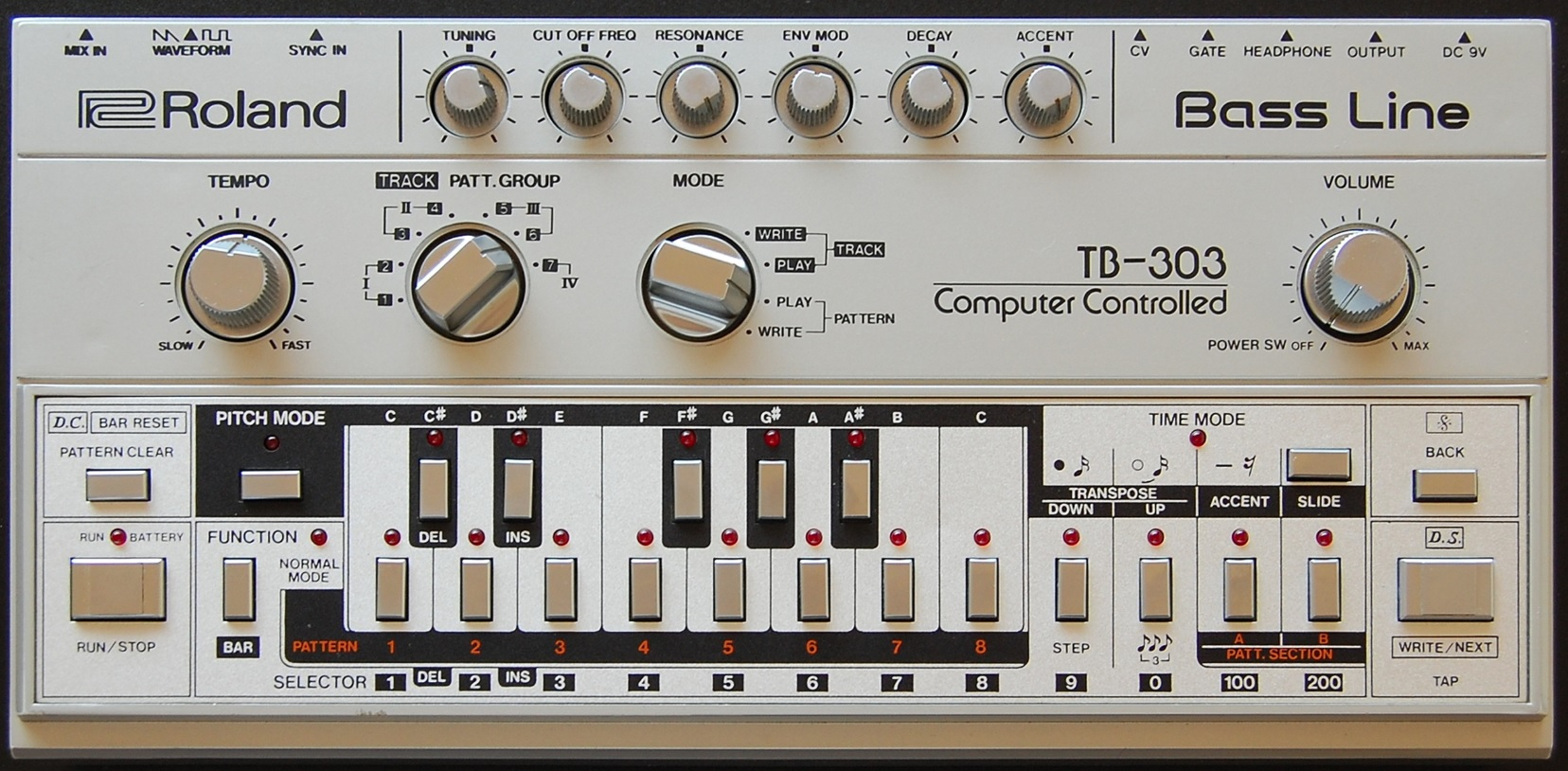
Panel Roland TB-303

La musica house es un género de música electrónica bailable caracterizado por un tempo rápido, que generalmente oscila entre los 120 y 135 BPM
La característica principal del house es el uso de un prominente golpe de bombo (kick) en cada tiempo del compás con una técnica rítmica conocida como four-on-the-floor. que se genera con caja de ritmos, samplers y más reciente con DAWs, Una de las cajas de ritmos que marco el sonido del house fue la Roland TR-909
El patrón rítmico se completa con un hi hat o charles abierto en la tercera división de cada tiempo (semifuerte), y un golpe de caja o aplauso (clap) en la división fuerte del segundo y cuarto tiempo de cada compás, por lo general complementada con síncopas en las divisiones débiles. Este patrón se deriva de los ritmos four-on-the-floor que desarrollaron los baterías de música disco en los años 1960s y 1970s
Los DJs y productores de house usan varias fuertes para crear líneas de bajo, desde patrones electrónicos generados con sintetizadores clásicos como la Roland TB-303, hasta grabaciones en vivo de bajistas o samples extraídos de temas clásicos de funk y otros géneros. A diferencia del disco, donde las líneas de bajo solían abarcar rangos amplios, en el house predominan las notas contenidas dentro de una octava. De hecho, muchas producciones pioneras del género aún reflejan esa herencia disco: un ejemplo emblemático es "Your Love" (1986) de Jamie Principle, donde Mark "Hot Rod" Trollan recreó la línea de bajo de "Feels Good (Carrots & Beets)" (Electra con Tara Butler, 1983), misma que Frankie Knuckles retomó en su popular remix de 1987.
Sobre esta base rítmica y armónica, se integran sonidos electrónicos y samples de géneros como electro, hi-NRG, soul, synthpop, disco, funk, jazz y dub. Las voces, cuando están presentes, suelen inspirarse en el soul, el góspel o la tradición disco, mientras que muchos remixes incorporan loops de cuerdas sincopados, estructurados en progresiones de 5 a 7 acordes que encajan en compases de 4/4.
Las primeras muestras de este género incluyen pulsos "uptempo" y fuertes características del electro, electrónica y hi-NRG, otra característica de este género es la culminación de una serie de estilos electrónicos relacionados con la música disco y con un estilo mucho más bailable y electrónico y cada vez menos relacionado con el funk, soul o disco.
Tiene una clara influencia de la comunidad latina y afroamericana desde sus raices de la ensena underground hasta sus populares variantes actuales.

## Historia

### Precursores
El house desciende de la música disco, que fusionaba soul, R&B y funk, con mensajes festivos que hablaban de baile, amor y sexualidad, todo ello sostenido por arreglos repetitivos y un patrón rítmico constante. Algunas canciones de disco incorporaban ya sonidos producidos con sintetizador o cajas de ritmos, llegando alguna composición a ser completamente electrónica. Ejemplos de este último caso serían las producciones de finales de los años 1970 del italiano Giorgio Moroder, con temas tan populares como el éxito "I Feel Love" de Donna Summer publicado en 1977.
El house también estaba influido por las técnicas de mezcla y edición de algunos DJs de música disco, así como de ingenieros de sonido como Walter Gibbons, Tom Moulton, Jim Burgess, Larry Levan, Ron Hardy, M & M y otros que producían versiones más largas y repetitivas de las grabaciones existentes de disco. Alguno de los pioneros del house, como Frankie Knuckles o Mr, Fingers creaban composiciones similares de la nada, utilizando para ello samplers, sintetizadores, secuenciadores y cajas de ritmos.
El hipnótico tema de música electrónica de baile "On and On", producida por el DJ de Chicago Jesse Saunders y coescrita por Vince Lawrence en 1984, contiene los elementos básicos del primer sonido house: la línea de bajo de la 303 y vocales mínimas. Esta canción es citada en ocasiones como el "primer disco de house de la historia", aunque también se han señalado otros ejemplos de aquella época, como "Music is the Key", publicada en 1985 por J.M. Silk.

### Origen del término
El término "música house" podría tener su origen en un club de Chicago llamado "The Warehouse", que existió entre 1977 y 1982. A The Warehouse acudía un público compuesto principalmente por gays, negros y latinos. Los asistentes acudían a bailar la música disco que tocaba principalmente el DJ residente, Frankie Knuckles. En el documental Pump Up The Volume Knuckles dice que la primera vez que oyó el término "música house" fue cuando vio un cartel en la ventana de un bar de la zona sur de Chicago donde decía "aquí ponemos música house". Una de las personas que iban con él bromeó, "¿sabes? ¡Ese es el tipo de música que tu tocas en el Warehouse!", y entonces todos se rieron.
La grabación "It's House" de Chip E. (1985) podría haber ayudado también a definir esta nueva forma de música electrónica. Sin embargo, el mismo Chip E. se decanta por la asociación que hace Knuckles. Afirma que el nombre de su disco proviene del método de etiquetar discos de la tienda Importes Etc., donde él trabajó a comienzos de los años 1980: cajas llenas de la música que DJ Knuckles ponía en el Warehouse eran etiquetadas como "oído en el Warehouse", lo que fue acortado como simplemente "House".
Larry Heard, alias "Mr. Fingers", afirma que el término "house" (casa en inglés) refleja el hecho de que muchos DJs creaban música en sus propias casas, utilizando sintetizadores y cajas de ritmo. Juan Atkins, uno de los creadores del techno en Detroit, afirma que el término "house" reflejaba exclusivamente la relación de un número determinado con unos DJs en particular; esos temas eran sus "house records" (del mismo modo que un restaurante puede tener una salsa para la ensalada de la "casa").

### Los años de Chicago: años 1980

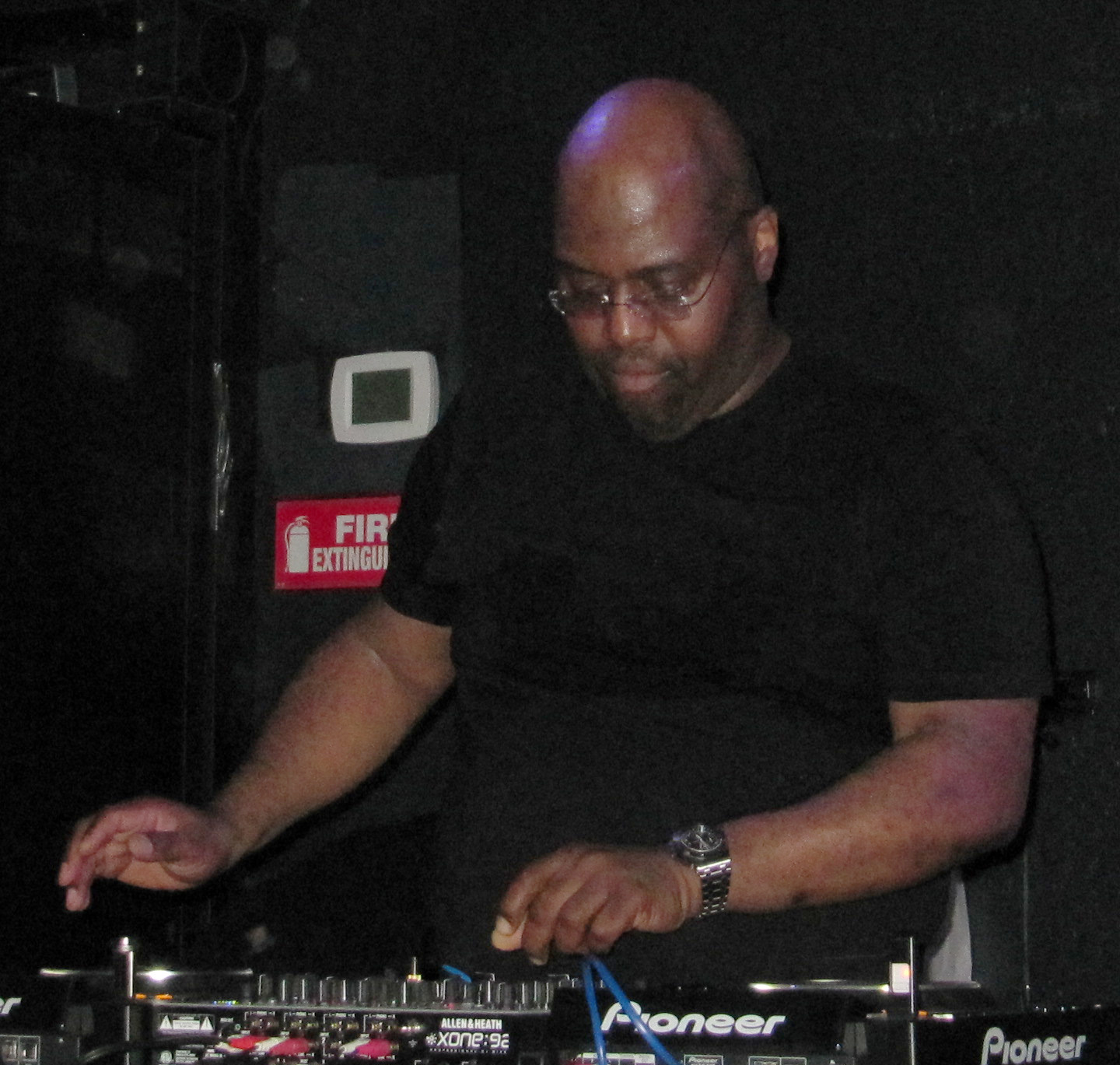
Frankie Knuckles, El "Padre del House"

A comienzos de los años 1980, los DJs de club y de radio de Chicago "pinchaban" diferentes estilos de música de baile, entre la que se incluían discos antiguos de música disco, otros más modernos de italo disco, y también temas de hip hop y electro funk, así el pop electrónico de grupos como Kraftwerk y las producciones más bailables de R&B, un género conocido como boogie. Algunos de ellos ponían sus propias versiones de sus canciones favoritas, incluyendo efectos y otra instrumentación electrónica.
A partir de 1984, algunos de esos DJs, inspirados por el éxito de Jesse Saunders con "On and On", pasaron a producir y a publicar su propio material original. Estas composiciones utilizaban los nuevos sintetizadores, más asequibles que los anteriores, para emular no solo el sonido de Saunders sino también una forma de disco mejorada. Hacia 1985, aunque el origen exacto del término es incierto, la "música house" abarcaba todas estas producciones locales. Varios subgéneros del house, como el deep house y el acid house, fueron creados al poco tiempo.
La popularidad del género creció gracias a que estos discos eran pinchados por DJs de club como Ron Hardy y Lil Louis, se vendían en tiendas como Importes, etc, State Street Records y Gramaphone, y eran reproducidos en populares shows de radio como Hot Mix 5, de la emisora WBMX-FM. Trax Records y la DJ International Records, sellos locales con una amplia distribución, ayudaron también a popularizar el house fuera de Chicago. Un tema llamado "Move Your Body" de Marshall Jefferson se hizo famoso fuera de la ciudad, llegando a ser conocido como "el himno de la música house" por muchos. Hacia 1986 ya había sellos británicos publicando house, y en 1987 las canciones de productores como Steve Hurley, Farley Jackmaster Funk, Larry Heard, Derrick May y Kevin Saunderson aparecían o incluso lideraba las listas inglesas de éxitos.

### Los años de Chicago: años 1990
Y mientras Nueva York, Washington y Miami se convertían en las nuevas capitales del house durante la era underground, Chicago renacía de sus cenizas a mediados de los noventa con pléyade de productores y disc-jockeys que se habían formado con los cuentos y leyendas de sus hermanos mayores, con el recuerdo de los días dorados del Warehouse y el Music Box. “Farley Jackmaster Funk era mi héroe -señala Mike Dearborn, uno de los últimos guerrilleros del house de Chicago-, más que ningún otro, y yo grababa en cassette sus programas de radiofónicos.” La escena de la Windy City se reactivó a través de los nuevos lanzamientos de sellos tanto americanos como europeos (Relief, Music Man, Casual, Prescripción, DJax), que publicaron el material de una serie de artistas que se concentraron principalmente en tres subgéneros.
En primer lugar, el jazz-house, cuyo precedente más obvio está en Larry Heard, algunos de cuyos discos en solitario (Sceneries Not Songs, Alien) constituyen auténticos tratados de esta tendencia. El propio Heard señala que “en Detroit siempre estuvieron más expuestos a Kraftwerk y a los sonidos más electrónicos, mientras que en Chicago estaban más orientados hacia el soul y hacia una cierta tradición negra. La gente escuchaba mucho blue note, mucho jazz, mucho funk. Su influencia, y la de Lil´ Louis, se extendió a otros creadores de la ciudad (sobre todo, Glenn Underground o Gemini, pionero del techno, house),pero también a Filadelfia (Kevin Yost) y Europa (St. Germain, Shazz, Aqua Bassino, Bugge Wesseltoft, Llorca y gran parte de la corriente nu jazz) .
La segunda nueva tendencia generada en este renacimiento del house de Chicago fue la recuperación de la rítmica disco, para crear el denominado disco-house, un híbrido en cierta forma redundante que en gran medida impulsó el éxito de Daft Punk y sus compinches del french groove. DJ Sneak (de origen puertorriqueño), Gene Farris, Paul Johnson, Boo Williams o Derrick Carter fueron sus principales adalides.
Y por último, la tercera nueva tendencia fue el hardhouse (no confundir con el hard house británico, machacón, heredero a su vez del handbag y el hard bag), en el que confluyeron el house de la vieja escuela, el techno y las frecuencias ácidas. Sus principales valedores fueron DJ Skull, Mike Dearborn, DJ Rush y Cajmere/ Green Velvet, uno de los últimos grandes creadores surgidos de Chicago. Mientras tanto, el house cobró también nuevos bríos en el área neoyorquina (con Kerri Chandler, Joe Claussell y la escudería Espiritual Life) e incluso en Detroit, donde Terrence Parker, Chez Damier (solo o junto a Ron Trent, productor de Chicago que creó el himno “Altered States” ) y Moodymann han reivindicado el legado del house clásico, en un intento de darle la razón a Felix Da Housecat, que afirma que “un día Derrick May llegó a Chicago, vio Lil´ Louis en acción, se volvió Detroit e inventó un sonido llamado “techno”. Algo parecido a lo que dice también Larry Heard, aunque con matices: “La gente de Detroit pasó mucho tiempo en Chicago, y tomaron bastantes cosas de aquí, pero lo hicieron a su manera”.

### El sonido de Detroit: años 1980
El Detroit techno fue desarrollado hacia mediados de los años 1980. Aunque el techno es un género musical diferente del house por derecho propio, sus pioneros también tuvieron una importancia señalada tanto en su desarrollo como en la divulgación a nivel internacional del house. Los dos géneros se desarrollaron paralelamente desde 1985 hasta 1990 y todavía son estilos con importantes elementos en común.

### Reino Unido: 1985 – primeros años 1990
En Gran Bretaña el crecimiento del house gira en torno al llamado "Segundo Verano del Amor" que tuvo lugar entre 1988 y 1989. La presencia del house en la isla se remonta casi al mismo origen del género en Chicago. Los puntos en los que tuvo un mayor seguimiento son el norte de Inglaterra, las Midlands y el sureste, También aquí surgió el Garage, Ese sonido comenzó a propagarse gracias a las radios piratas inglesas. Alguno de los primeros ejemplos se veian como "So More (I Refuse)" de Industry Standard, "Love Bug" de Ramsey y Fen, 'RIP Groove' de Double-99 y el remix de Armand van Helden del tema de Tori Amos "Professional Widow".
Aparecen fusiones importantes, como la creación del Raptor house, en Venezuela, propio de las barriadas caraqueñas.

### El house entra en el pop
Con el paso del tiempo, la música house empezaría un lento proceso de integración con estilos de música bailable más comercial, pasando a formar parte del repertorio de estrellas pop de talla internacional. Este fenómeno inició a principios de los noventa con artistas como Madonna, con Vogue que tuvo un éxito mundial nunca antes alcanzado por ninguna canción en el género. A este éxito siguieron otros por parte de varios artistas, quienes bajo la ya imparable influencia house definieron la escena bailable de los 90. Paralelamente, DJs como Armand Van Helden, Bob Sinclar, Roger Sánchez y Offer Nissim se convirtieron en artistas populares por sus propios medios, muy lejos ya de la escena de los clubes underground.
Para quienes crecieron oyendo el pop de 80s y 90s el siguiente pasó lógico es el house de los 2000/2010. Algunos grupos y artistas que quedan de esas décadas han incursionado en el house, como Depeche Mode, Pet Shop Boys y Boy George.
Hacia los años 2000 el house tuvo gran aceptación en la cultura popular. Varios DJs como David Guetta,Avicii, Benny Benassi, Deadmau5,Calvin Harris y Tiësto entre otros, así cómo el creciente uso de elementos de la música electrónica de baile en canciones pop, han contribuido a volverlo cada vez más popular. Hacia los años 2010 se convirtió importante para el fenómeno EDM (especialmente en sus formas electro y progressive). Pero no se debe confundir, ya que puede llegar a ser muy diferente debido a los múltiples estilos, sobre todo, de artistas jóvenes que actualmente hacen que este género sea mucho mayor.

### El Phonk house
El phonk house es una fusión entre el género phonk y la música house. Su origen se remonta al hip-hop sureño de Memphis de los años 90, específicamente al subgénero phonk, que a su vez se caracteriza por la utilización de samples de hip-hop y funk, a menudo con la técnica "chopped and screwed" para crear un sonido más oscuro. El phonk house, como su nombre indica, introduce la percusión dinámica característica de la música house, creando un sonido más bailable y dinámico que el phonk original. 

## Subgéneros
| - Pop house - Psyhouse - vocal house - Acid house - Deep house - Funky house - Diva house - Hard house - Piano house - Hard bag - Hard dance - Tropical House - Scouse house | - Garage house - Italo house - Tribal house - Latin house - Disco house - Dream house - Ambient house - French house - Ghetto house - New beat - Swing house - Jump house - Electro swing | - Balearic beat - Tech house - Outsider house - Moombahton - EBM - Microhouse - Big room house - Hardstyle - Dutch house - Fidget house - Glitch house - Witch house | - Tropical house - Euro house - Merengue house - Bassline house - Future house - Bass house - Future bounce - Melbourne bounce - Dark House - Filtered House - Complextro - Progressive house |

## Fusiones
| - Electro house - Raptor house - Progressive house - Hip house - Latin house - Merengue house - Afro house | - Latin Chill House - Detroit techno - Eurodance - Neo soul - Nu-disco - Nu jazz - French house | - Kuduro - Baltimore Club - Future garage - Liquid funk - Progressive trance - Jungle - 2-step garage | - Europop - Downtempo - Jackin house - Neurofunk - Techstep - Phonk House |

## Géneros regionales
| - Chicago - Cancún - Francia | - Ibiza - Italia - Nueva Jersey | - Nueva York - Sudáfrica | - Reino Unido - Panamá |

## Géneros derivados
Techno, trance, electroclash, eurobeat, alternative dance, UK garage, rave, gabber, drum and bass, dance-pop, EDM trap, trip hop, big beat, broken beat, speed garage, neo electro, New jack swing.